# Squalus lalannei
Squalus lalannei es una especie de elasmobranquio escualiforme de la familia Squalidae.